# 411

## Nașteri
- dată necunoscută: Huneric  (d. 484)

## Decese
- august: Constantin al III-lea (împărat al Imperiului Roman de Apus)  (n. ?)
- dată necunoscută: Rufin din Aquileea  (n. 345)